# High Tower
High Tower var Sveriges Radios julkalender 2014. Manus skrevs av Aziza Dhauadi och Andreas Lindgren medan Bröderna Lindgren komponerade musiken.

## Handling
John, Samira och Anja är 10 år, och bor i höghuset High Tower i samhället Mårsta. Höghuset byggdes som så kallat "skrytbygge" av rike Bengt Golnander, men har sedan förfallit och familjerna måste flytta efter jul. Barnen vill dock bo kvar, och tar upp jakten på Bengt Golnander.

## Medverkande/Skådespelare
| Rollfigur                  | Skådespelare                                                                        |
| -------------------------- | ----------------------------------------------------------------------------------- |
| Samira                     | Cleo Andersson                                                                      |
| John                       | Scott Isitt                                                                         |
| Anja                       | Lova Atterhall                                                                      |
| Mamma Gunilla              | Shirley Clamp                                                                       |
| Pappa Tommi                | Jarmo Mäkinen                                                                       |
| Miled och Jamila           | Nisti Stêrk                                                                         |
| Tyska Tanten               | Siw Malmkvist                                                                       |
| Tuppen                     | Mattias Fransson                                                                    |
| Hissrösten och brandman    | Emma Broomé                                                                         |
| Julkalenderns berättarröst | Ebbot Lundberg                                                                      |
| Golnander                  | Johan Rheborg                                                                       |
| Studioreportern            | Kodjo Akolor                                                                        |
| Radioreporter Anton Glans  | William Spetz                                                                       |
| Mimmi                      | Leia Sirén                                                                          |
| Viktor                     | Olle Rydqvist                                                                       |
| Mårstalundbarnen           | Felicia Ahlberg, Ottar Sundgren, Laura Carlberg, Nanna Dunder och Oliver Rönnerblad |

Bakom kulisserna:
- Författare: Aziza Dhaouadi och Andreas Lindgren
- Musik: Bröderna Lindgren (Andreas och Mathias Lindgren)
- Illustratör: Anna Westin
- Regissör: Camilla van der Meer Söderberg
- Regisassistent och produktionsledare: Lena Öberg
- Tekniker: Johan Hörnqvist
- Producent: Jakob Munck

### Fotnoter
1. ↑  ”Om High Tower”. Sveriges Radio. 27 februari 2014. http://sverigesradio.se/sida/artikel.aspx?programid=4731&artikel=5967913. Läst 13 oktober 2014.